# Caruso St John
Caruso St John est une agence d’architecture londonienne fondée en 1990 par Adam Caruso et Peter St John. Ils se sont fait connaître internationalement en 2000 grâce à leur projet de la New Art Gallery à Walsall. 

## Biographie
Adam Caruso est né en 1962 et a grandi à Montréal. Sa mère est bibliothécaire et son père architecte. Adam Caruso ne se prédestinait pas de prime abord à étudier l’architecture. Après avoir étudié l’histoire de l’art il décide de s’inscrire à l’Université McGill de Montréal, où il obtient son diplôme
Peter St John est quant à lui né en 1959. Son père est ingénieur aéronautique. Il porte très jeune un intérêt pour l’architecture et dans le but d’approfondir ses connaissances, il suit les cours de la Bartlett and Architectural Association (AA).
L’un comme l’autre ont travaillé pour l’architecte Florian Beigel, et Arup. Ils créent leur agence en 1990.

## Enseignement
En dehors de leurs professions d’architecte au sein de l’agence, ils enseignent à l’école d’architecture et d’ingénierie civil de Bath (2002-2004), à l’académie d’architecture de Mendrisio (AAM), ainsi qu’à la Harvard Graduate School of Design(GSD) depuis 2005.

## Posture critique
L’agence Caruso St John a pour volonté d’étudier les raisons pour lesquelles les architectes du passé ont réussi leurs projets en les pérennisant, et ce dans l’objectif de proposer leur propre interprétation: « nous essayons de commencer à exprimer formellement l’idée que l’interprétation est une notion très importante. L’interprétation de la tradition a toujours été une manière de faire de l’art et de l’architecture »[réf. souhaitée]. En définitive, l’architecture relèverait de l’ordre du « continuum historique ». Caruso St John est fortement influencé par les arts du XIXe siècle et par l’époque victorienne. Cette philosophie se manifeste dans les projets de l’agence en interrogeant le langage de l’existant, en se référant au contexte historique : à l’échelle de la matérialité, des formes, des espaces.
Ils accordent une grande importance aux détails : l’ornementation, la décoration, la texture, la couleur.
Ils sont collaborateurs et prennent leurs décisions à deux.

## Principales réalisations

### New Art Gallery, Walsall, 2000

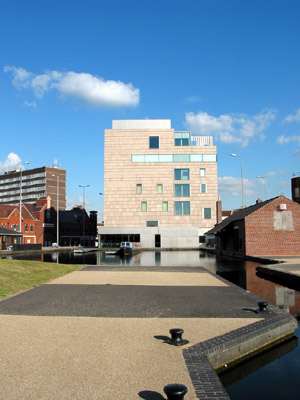
Art Gallery à Walsall. Architectes: Caruso St John

En 2000, l’agence Caruso St John connaît une renommée internationale grâce à leur première commande de grande envergure : la Walsall Art Gallery, il s’agit d’une opportunité pour une agence d’architecture récente. Le bâtiment est situé à l’est de la ville de Walsall, dans un centre-ville tout à fait quelconque. Ce projet est donc une manière d’apporter une nouvelle dynamique à la ville, et de plus, cette démarche s’inscrit dans un vaste programme de réhabilitation d’un quartier de mauvaise réputation.  Depuis son ouverture, la New Art Gallery est devenue un bâtiment emblématique dans le paysage autrefois industriel de la ville de Walsall. La galerie offre deux usages principaux: un local permettant d’exposer de manière permanente la collection du sculpteur Jacob Epstein, un deuxième local propose également des expositions temporaires. Son expression architecturale depuis l’extérieur prend la forme d’une tour qui permet une superposition de cinq plans auxquels sont attribués une fonction particulière. Chacune de ces strates est articulée autour d’un noyau central : le hall. De plus, chaque détail a été travaillé avec une grande rigueur : l’importance de la localisation du projet dans la ville tout comme le positionnement des ouvertures. En effet, celles-ci sont parfaitement alignées aux panneaux de terre cuite superposées qui constituent l’enveloppe du bâtiment mais celles –ci correspondent également à la distribution intérieure des espaces tout en s’accordant à l’emplacement des œuvres accrochées dans chaque galerie.
Ce projet a permis à l’agence d’obtenir le prix RIBA Stirling  en 2000 puis à nouveau en 2006 pour le projet Brick House.

### Brick House, Londres, 2006
Il s’agit d’une résidence familiale, située à l’ouest de Londres, à l’extrémité d’un alignement de maisons du quartier de Notting Hill. Cette maison possède un aspect remarquable, notamment par la forme de la parcelle. Celle-ci, disposée en angle et de forme assez particulière, explique la création des différents espaces de vie. Finalement, le contexte urbain explique la forme architecturale du projet. La parcelle se retrouve encerclée de façades mitoyennes ce qui permet de révéler pourquoi la Brick House est pourvue de peu de façades. Le bâtiment est finalement  très peu ouvert sur l’extérieur et reste introverti. Placé au centre de la parcelle, de petites cours sans aucun vis-à-vis ont été créés dans les trois angles résiduels du terrain. A nouveau, une attention toute particulière a été porté aux détails, une méthode finalement très récurrente chez Caruso St John. Le projet, construit en briques, est totalement basé sur les dimensions de celles-ci. Toute la composition a été minutieusement calculée à partir de cet élément : les murs possèdent l’épaisseur d’une brique, les montants de portes sont en briques, et même les plaques des prises électriques ont été dimensionnées sur la base d’une brique. Ainsi, la place de chaque matériau, de chaque mur est entièrement justifiée.

### Nagelhaus, Biennale de Venise, 2010

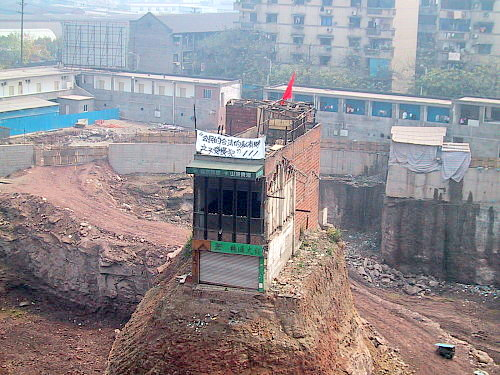
Maison de Wu Ping et Wang Wu, cas le plus connu de « maison clou ». Pendant deux ans, ils ont refusé de vendre leur propriété, et ce même en échange d’une indemnisation de 3,5 millions de yuan. Finalement, un accord est trouvé en 2007 et la maison est détruite. Un centre commercial est construit à la place.

En 2010, l’agence Caruso St John participe à la Biennale de Venise en partenariat avec Thomas Demand, photographe et artiste contemporain allemand, connu pour ses reconstitutions grandeur nature d’architectures réelles ou historiques dont découle toute une série de photographies.

L’équipe propose une réinterprétation de la «maison clou». Il s’agit d’un logement implanté sur un terrain convoité, destiné à être détruit, mais le propriétaire refuse l’expropriation. Dans le cadre d’un grand projet, toutes les parcelles autour ont été libérées, il ne reste plus que la « maison clou » sorte de parasite dans le paysage. On retrouve principalement ce phénomène en Chine.

Initialement, cette réinterprétation rentre dans le cadre d’un projet de réaménagement de l’Escher Wyss Platz, une ancienne zone industrielle de Zurich. Le quartier propose de s’adresser à une nouvelle tranche de la population avec la construction de nouveaux centres commerciaux et de nouvelles institutions culturelles. Caruso St John en partenariat avec Thomas Demand, lauréats du concours, suggèrent une reconstitution de la « maison clou » chinoise sous un viaduc routier, en y installant un restaurant ouvert 24h/24  et 7jours/7. Ainsi, le restaurant apparaît comme une sorte de fragment historique, seul rescapé des destructions ayant eu lieu successivement au sein du quartier.

Le projet présenté à la Biennale est composé d’une maison, construite en papier, d’illustrations et de diapositives. Ce projet interroge la question du développement urbain/de la préservation.

## Expositions et installations
- Knitting weaving wrapping pressing, Architekturgalerie Luzern, Suisse, 2002.
- 9 positions, British Pavilion (group show), Biennale de Venise, 2004
- Cover Versions, Architectural Association, 2005
- Nagelhaus, Biennale de Venise, 2010

## Publications
- Knitting weaving wrapping pressing, Birkhäuser, 2002
- As built- Caruso St John Architects, Madrid, a+t ediciones, 2005
- Kalmar Stortorg: Art/Architecture, dans Urban Space, Suède, Stockholm, 2005